# Estación Jundiaí
La Estación Jundiaí es una estación del sistema de trenes metropolitanos perteneciente a la Línea 7-Rubí, siendo la estación terminal del recorrido de esta línea. Está ubicada en el municipio de Jundiaí, en la Región Metropolitana de São Paulo.

## Historia
La estación fue inaugurada por la São Paulo Railway el 16 de febrero de 1867. A inicios de la década de 1870 con la construcción de la línea troncal de la Companhia Paulista de Estradas de Ferro desde Jundiaí hasta Campinas, la estación se convierte en el punto de partida de esta línea, sirivendo como estación de transbordo entre la línea de la SPR y de la Paulista. Desde 1994, es administrada por la CPTM, y hoy es parte de la Línea 7 - Rubí, en su extensión operativa.

## Tabla
| Sigla | Estación | Inauguración          | Integración               | Plataformas         | Posición    | Comentarios                 |
| ----- | -------- | --------------------- | ------------------------- | ------------------- | ----------- | --------------------------- |
| JUN   | Jundiaí  | 16 de febrero de 1867 | Bilhete Único de SPTrans. | Laterales y central | Superficial | Estación original de la SPR |